# Gare de Sainte-Foy-la-Grande
Gare de Sainte-Foy-la-Grande vasútállomás Franciaországban, Sainte-Foy-la-Grande településen.

## Vasútvonalak
Az állomást az alábbi vasútvonalak érintik:
- Libourne-Buisson-vasútvonal

## Kapcsolódó állomások
A vasútállomáshoz az alábbi állomások vannak a legközelebb:
- Gare de Saint-Antoine-de-Breuilh
- Gare de Gardonne